# Агрономичная сельская община
Агрономичная сельская община (укр. Агрономічна сільська громада) — территориальная община в Винницком районе Винницкой области Украины, образованная 12 июня 2020 года..
Административный центр — село Агрономичное.

## Населённые пункты
В состав общины входят 6 сёл (Агрономичное, Бохоники, Горбановка, Ильковка, Медвежье Ушко, Ровец).